# مارك تومسون
مارك تومسون (بالإنجليزية: Marc Thompson)‏ (15 يناير 1982 بيورك في المملكة المتحدة - ) هو لاعب كرة قدم بريطاني في مركز الوسط. لعب مع نادي فارنبوروه ونادي يورك سيتي وWakefield F.C. ‏ ونادي هاروجيت تاون وسيلبي تاون ‏.

## وصلات خارجية
- مارك تومسون على موقع قاعدة بيانات كرة القدم.إي يو (الإنجليزية)
- مارك تومسون على موقع Soccerbase.com (لاعب) (الإنجليزية)